# Abraham X. Parker

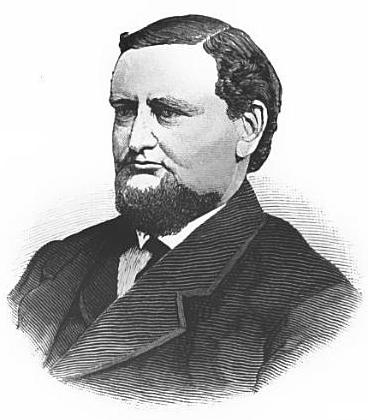
Abraham X. Parker

Abraham X. Parker (* 14. November 1831 in Granville, Vermont; † 9. August 1909 in Potsdam, New York) war ein US-amerikanischer Jurist und Politiker. Zwischen 1881 und 1889 vertrat er den Bundesstaat New York im US-Repräsentantenhaus.

## Werdegang
Abraham X. Parker besuchte die St. Lawrence Academy und die Albany Law School. Nach dem Erhalt seiner Zulassung als Anwalt praktizierte er in Potsdam im St. Lawrence County. Er saß in den Jahren 1863 und 1864 in der New York State Assembly. Dann bekleidete er in den Jahren 1865 und 1866 den Posten als Postmeister von Potsdam. Er war Präsident der Village von Potsdam. Zwischen 1868 und 1871 saß er im Senat von New York. Er war Secretary von der State Normal School in Potsdam. Politisch gehörte er der Republikanischen Partei an.
Bei den Kongresswahlen des Jahres 1880 für den 47. Kongress wurde Parker im 19. Wahlbezirk von New York in das US-Repräsentantenhaus in Washington, D.C. gewählt, wo er am 4. März 1881 die Nachfolge von Amaziah B. James antrat. Er wurde einmal wiedergewählt. Im Jahr 1884 kandidierte er im 22. Wahlbezirk von New York für einen Kongresssitz. Nach einer erfolgreichen Wahl trat er am 4. März 1885 die Nachfolge von Charles R. Skinner an. Er wurde einmal wiedergewählt. Da er auf eine erneute Kandidatur im Jahr 1888 verzichtete, schied er nach dem 3. März 1889 aus dem Kongress aus.
Präsident Grover Cleveland berief ihn in die First Labor Investigation Commission. 1892 nahm er als Delegierter an der Republican National Convention teil. Am 8. September 1890 wurde er First Assistant Attorney General – eine Stellung, die er bis zum 4. März 1893 innehatte. Danach kehrte er nach Potsdam zurück, wo er wieder seine Tätigkeit als Anwalt aufnahm. Er war Präsident der Thomas S. Clarkson Memorial School of Technology. Am 9. August 1909 verstarb er in Potsdam und wurde dann auf dem Bayside Cemetery beigesetzt.